# Őszibarack
Őszibarack – polski zespół muzyczny założony w 2004 we Wrocławiu, którego stylistyka to połączenie alternatywnej elektroniki oraz popu i tanecznych brzmień. Nagrywają dla wytwórni 2-47 Records.
Była wokalistka zespołu, DJ Patrisia, jest także wokalistką zespołu Husky. Nazwa zespołu to po węgiersku „brzoskwinia”.

## Dyskografia
Albumy
- Moshi Moshi (2004, reedycja 2005)[1]
- Plim Plum Plam (2008)[2]
- 40 Surfers Waiting for the Waves (2011)[3]
- 12 (2013)[4]

Single
- "Skirts Up!" (2004)[5]
- "Moshi Moshi/It Is So Japanese" (2005)[6]